# Горішньовигнанська сільська рада
Горішньови́гнанська сільська́ ра́да — колишня адміністративно-територіальна одиниця та орган місцевого самоврядування в Чортківському районі Тернопільської області. Адміністративний центр — с. Горішня Вигнанка.

## Загальні відомості
Горішньовигнанська сільська рада утворена в 1939 році.
- Територія ради: 15,517 км²
- Населення ради: 1 960 осіб (станом на 2001 рік)

## Населені пункти
Сільській раді підпорядковані населені пункти:
- с. Горішня Вигнанка
- с. Переходи

## Історія
Перша сільська рада розпочала свою діяльність у вересні 1939 року.
У квітні 1944 року після визволення від німецьких загарбників сільська рада відновила свою діяльність.
19 лютого 2020 року увійшла до складу Чортківської міської громади.

## Географія
Горішньовигнанська сільська рада межувала з Білівською, Пастушівською, Угринською сільськими радами, Заводською селищною радою, Чортківською міською радою — Чортківського району, та Оришківською сільською радою — Гусятинського району

## Склад ради
Рада складається з 12 депутатів та голови.

### Керівний склад попередніх скликань

#### Голови ради
| Прізвище, ім'я, по батькові   | Основні відомості                                                                          | Дата обрання | Дата звільнення |
| ----------------------------- | ------------------------------------------------------------------------------------------ | ------------ | --------------- |
| Данилевич Мирослав Степанович | Сільський голова                                                                           | 1990         | 1994            |
| Кісіль Петро Іванович         | Сільський голова                                                                           | 1994         | 1998            |
| Кісіль Петро Іванович         | Сільський голова                                                                           | 1998         | 2002            |
| Кісіль Петро Іванович         | Сільський голова                                                                           | 2002         | 2006            |
| Кісіль Петро Іванович         | Сільський голова, 1946 року народження, безпартійний                                       | 26.03.2006   | 31.10.2010      |
| Гевко Борис Володимирович     | Сільський голова, 1961 року народження, освіта вища, член політичної партії «Наша Україна» | 31.10.2010   | 25.10.2015      |
| Гевко Борис Володимирович     | Сільський голова, 1961 року народження, освіта вища, член політичної партії «Наша Україна» | 25.10.2015   | 19.02.2020      |

Примітка: таблиця складена за даними сайту Верховної Ради України

#### Секретарі ради
| Прізвище, ім'я, по батькові | Основні відомості | Дата обрання | Дата звільнення |
| --------------------------- | ----------------- | ------------ | --------------- |
| Стасишин Марія Михайлівна   | Секретар          | 1990         | 1994            |
| Стасишин Марія Михайлівна   | Секретар          | 1994         | 1998            |
| Ніколіна Марія Тадеївна     | Секретар          | 1998         | 2002            |
| Ніколіна Марія Тадеївна     | Секретар          | 2002         | 2006            |
| Ніколіна Марія Тадеївна     | Секретар          | 2006         | 2010            |
| Ніколіна Марія Тадеївна     | Секретар          | 2010         | 2015            |
| Рончковська Леся Омелянівна | Секретар          | 2015         | 2020            |

### Депутати

#### VII скликання
За результатами місцевих виборів 2015 року депутатами ради стали:
1. Підгірняк Михайло Іванович
2. Рончковська Олександра Омелянівна
3. Фуртак Людмила Здіславівна
4. Пандрак Володимир Іванович
5. Підгірняк Сергій Михайлович
6. Фарійон Любов Михайлівна
7. Ніврик Валентина Василівна
8. Хом’як Роман Володимирович
9. Запотічний Петро Іванович
10. Мельничук Уляна Іванівна
11. Комар Наталія Петрівна
12. Задорович Ореста Зеновіївна
13. Щипчик Наталія Юріївна

#### VI скликання
За результатами місцевих виборів 2010 року депутатами ради стали:
1. Козіцький Олег Антонович
2. Хіровська Надія Опанасівна
3. Шпаляр Стефанія Павлівна
4. Курій Євгенія Дмитрівна
5. Криніцький Віталій Васильович
6. Мицко Анна Петрівна
7. Овод Йосифа Йосипівна
8. Рибчак Тарас Богданович
9. Ніколіна Марія Тадеївна
10. Запотічний Петро Іванович
11. Шикульський Володимир Болеславович
12. Дідич Петро Васильович
13. Щипчик Наталія Юріївна
14. Дражньовський Васль Йосифович
15. Полянський Павло Любомирович
16. Мельничук Уляна Іванівна

#### V скликання
За результатами місцевих виборів 2006 року депутатами ради стали:
1. Хіровська Надія Опанасівна
2. Білінчук Петро Євстахович
3. Курій Євгенія Дмитрівна
4. Петришак Богдан Володимирович
5. Романський Андрій Богданович
6. Дідич Петро Васильович

#### IV скликання
За результатами місцевих виборів 2002 року депутатами ради стали:
1. Топольницький Михайло Володимирович
2. Ніколіна Марія Тадеївна
3. Жовтоголовий Іван Євстахович
4. Гаврилюк Василь Ярославович
5. Курій Петро Миколайович
6. Курій Євгенія Дмитрівна
7. Федорович Володимира Атаназіївна
8. Овод Йосипа Йосипівна
9. Гульчак Стефанія Петрівна
10. Єдинак Олександр Володимирович
11. Слободян Галина Андріївна
12. Кашик Володимир Ярославович
13. Когут Зеновій Васильович
14. Кузяк Анатолій Петрович
15. Бойко Роман Іванович
16. Саварин Орест Миколайович
17. Шлапак Ганна Миколаївна

#### III скликання
За результатами місцевих виборів 1998 року депутатами ради стали:
1. Хіровська Надія Опанасівна
2. Ніколіна Марія Тадеївна
3. Жовтоголовий Іван Євстахович
4. Шувар Роман Леонович
5. Курій Петро Миколайович
6. Курій Євгенія Дмитрівна
7. Чаплигін Олександр Іванович
8. Овод Йосипа Йосипівна
9. Гульчак Стефанія Петрівна
10. Єдинак Олександр Володимирович
11. Комар Володимир Петрович
12. Кашик Володимир Ярославович
13. Когут Зеновій Васильович
14. Дзьоник Ванда Євстахівна
15. Шлапак Ганна Миколаївна
16. Семирозум Роман Іванович
17. Окішан Борис Герасимович

#### II скликання
За результатами місцевих виборів 1994 року депутатами ради стали:
1. Верба Марія Йосипівна
2. Герасимів Михайло Павлович
3. Дзьоник Ванда Євстахівна
4. Жовтоголовий Іван Євстахович
5. Крамарчук Оксана Володимирівна
6. Курій Євгенія Дмитрівна
7. Мудеревич Іван Петрович
8. Николюк Володимир Олексійович
9. Овод Йосипа Йосипівна
10. Окишан Борис Герасимович
11. Почекайло Микола Миколайович
12. Романський Роман Андрійович
13. Сокальський Микола Йосипович
14. Сласишин Марія Михайлівна
15. Хом′як Володимир Сильвестрович

#### I скликання
За результатами місцевих виборів 1990 року депутатами ради стали:
1. Атаманчук Ярослава Степанівна
2. Верба Марія Йосипівна
3. Гольба Христофор Іванович
4. Грудзінська Ольга Володимирівна
5. Данилевич Ярослав Степанович
6. Дзьоник Ванда Євстахівна
7. Дикун Надія Северинівна
8. Процьків Роман Михайлович
9. Жовтоголовий Іван Євстахович
10. Івахів Зеновій Прокопович
11. Кісіль Петро Іванович
12. Курій Євгенія Дмитрівна
13. Михальчук Володимир Тадейович
14. Овод Йосипа Йосипівна
15. Попович Володимир Михайлович
16. Сваричевський Володимир Іванович
17. Сокальський Микола Йосипович
18. Стасишин Марія Михайлівна
19. Стойко Михайло Дмитрович
20. Швець Ірина Омелянівна